# 拍崑崙縣
拍崑崙縣是泰國首都曼谷轄下的50個區之一。拍崑崙縣總面積13.986平方公里。根據泰國官方於2017年所做的人口調查數據顯示：居住於拍崑崙縣的總人口數量為90354人。
拍崑崙縣的馬哈布寺中供奉鬼妻娜娜的神龕一直位於拍崑崙縣，直到1997年的邊界變更才將其劃歸鄰近的萱鑾區，這讓拍崑崙縣的居民非常惱火。